# AM-354
A AM-354 ou Estrada do Manaquiri, é uma rodovia do estado do Amazonas. Com 43 km de extensão, ela começa no entroncamento com a BR-319, indo ao município de Manaquiri, localizado na Região Metropolitana de Manaus.
A rodovia é fundamental no escoamento da produção agroindustrial de Manaquiri, que produz óleo vegetal em larga escala. Também serve de integração para a região metropolitana.
O Governo do Amazonas, anunciara em 2012, a manutenção e conservação de todas as estradas que integram a malha viária do entorno da capital e do interior estado, entre elas, a AM-354.